# Apples Never Fall
Apples Never Fall är en amerikansk dramaserie med planerad premiär under 2024. Serien är baserad på Liane Moriartys roman med samma namn. Första säsongen består av sju avsnitt. Serien har Sverigepremiär den 23 april på SkyShowtime.

## Handling
Serien kretsar kring familjen Delaney bestående av Joy och Stan och deras fyra vuxna barn. När Joy försvinner vänds livet upp och ner.

## Rollista (i urval)
- Annette Bening - Joy Delaney
- Sam Neill - Stan Delaney
- Alison Brie - Amy Delaney
- Jake Lacy - Troy Delaney
- Georgia Flood - Savannah
- Katrina Lenk - Lucia Fortino
- Timm Sharp - Monty Fortino
- Nate Mann - Simon Barrington